# Teluk Kijing II
Teluk Kijing II is een bestuurslaag in het regentschap Musi Banyuasin van de provincie Zuid-Sumatra, Indonesië. Teluk Kijing II telt 4658 inwoners (volkstelling 2010).